# Archäologisches Nationalmuseum Florenz
Das Archäologische Nationalmuseum Florenz (italienisch Museo archeologico nazionale di Firenze) ist ein archäologisches Museum in Florenz, Italien. Es befindet sich im Palazzo della Crocetta, der 1620 von Giulio Parigi für Prinzessin Maria Maddalena de’ Medici gebaut wurde, die Tochter von Ferdinando I. de’ Medici.

## Geschichte
Das Museum wurde in Anwesenheit von König Victor Emmanuel II 1870 in den Gebäuden der Cenacolo di Fuligno an der Via Faenza eingeweiht. Zu dieser Zeit stellte es nur etruskische und römische Fundstücke aus. Mit dem Anwachsen der Sammlung wurden neue Räumlichkeiten notwendig und so zog das Museum 1880 in die heutigen Gebäude um.
Die ersten Grundlagen der Sammlung legten die Familiensammlungen der Medici und Lorraine zusammen mit einigen Übertragungen von den Uffizien bis in das Jahr 1890 (mit Ausnahme der Sammlung an Marmorskulpturen, die die Uffizien bereits besaß). Die ägyptische Sektion wurde in der ersten Hälfte des 18. Jahrhunderts aus Teilen der Sammlung des habsburgischen Großherzogs der Toskana Leopold II. gegründet. Weitere Teile wurden nach einer Expedition 1828–29 hinzugefügt, die von Ippolito Rosellini und Jean-François Champollion angeführt wurde. 1887 wurde ein neues topographisches Museum zu den Etruskern hinzugefügt, doch es wurde in der Überflutung 1966 zerstört.

## Etruskische Sammlung

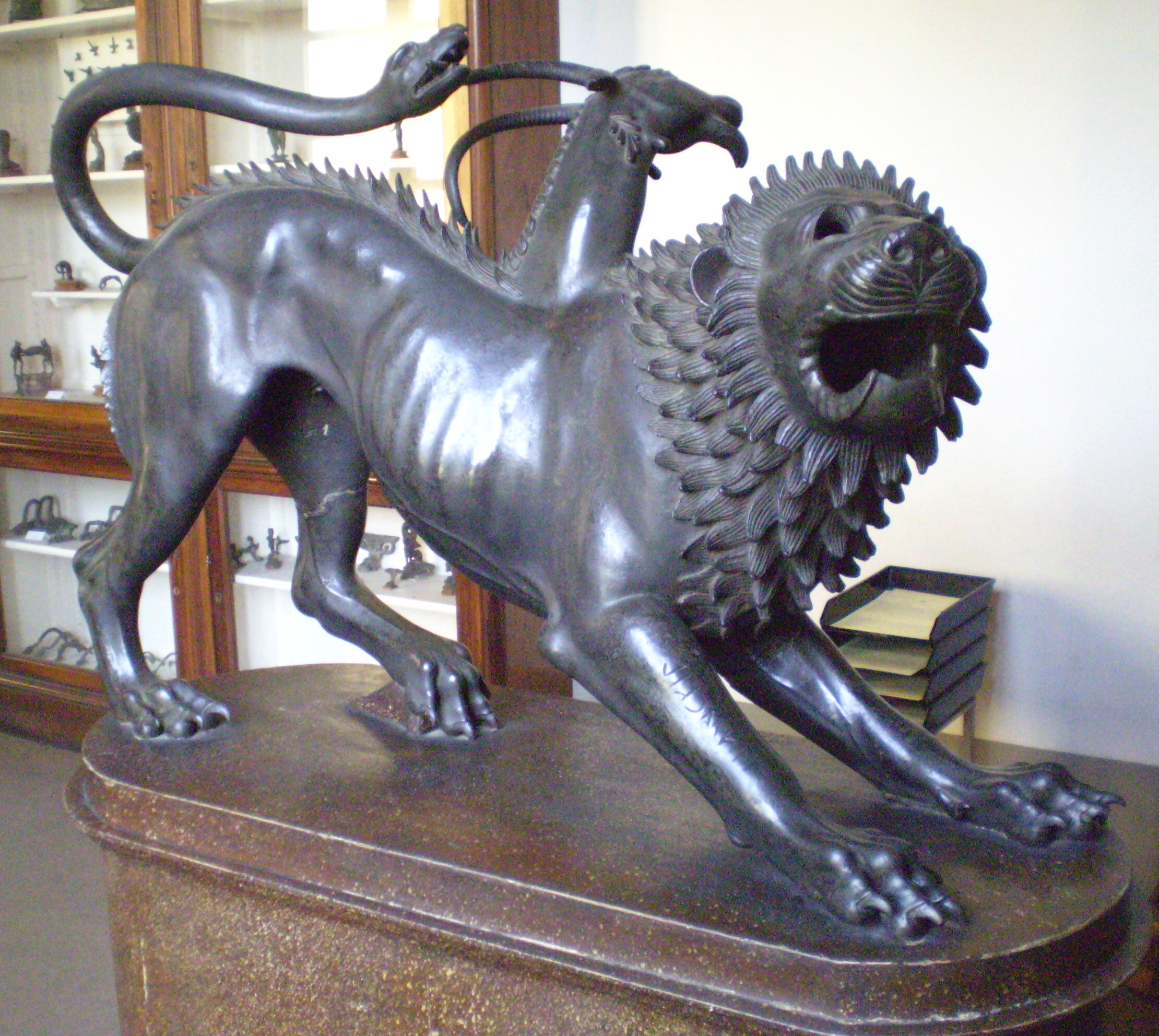
Chimäre von Arezzo

Die Organisation der etruskischen Räume wurde 2006 neu überdacht und organisiert. Ebenfalls 2006 wurde die 40-jährige Restauration von über 2000 Objekten, die in der Überschwemmung von 1966 beschädigt wurden, beendet.
- Die Begräbnisstatue Mater Matuta (Mitte 5. Jahrhundert v. Chr.)
- Die Chimäre von Arezzo (Ende 5. oder Beginn 4. Jahrhundert v. Chr.)
- Der Sarkophag der Amazonen (4. Jahrhundert v. Chr.)
- Der Bronzespiegel von Tuscania (4. Jahrhundert v. Chr.)
- Der Bronzespiegel von Volterra (4. Jahrhundert v. Chr.)
- Der Sarkophag der Larthia Seianti (2. Jahrhundert v. Chr.)
- Die Bronzestatue des Arringatore (1. Jahrhundert v. Chr.)

## Römische Sammlung
- Die Idolino Pesaro, eine 146 cm hohe Bronzestatue eines jungen Mannes, eine römische Kopie eines klassischen griechischen Originals, in Fragmenten im Zentrum Pesaros im Oktober 1530 gefunden.
- Der Torso di Livorno, Kopie eines griechischen Originals des 5. Jahrhunderts v. Chr.
- Statue eines jungen Hahns, die sogenannte Gallo Treboniano, eine Arbeit des späten 3. Jahrhunderts.
- Die Minerva des Arezzo, eine bronzene römische Kopie eines griechischen Modells aus dem 4. Jh. v. Chr., gewidmet dem Praxiteles.

## Griechische Sammlung
Die reiche Sammlung an antiker griechischer Keramik wird in einem großen Raum im zweiten Stockwerk gezeigt. Die Vasen stammen meist aus etruskischen Gräbern. Sie belegen den engen kulturellen und wirtschaftlichen Austausch der Etrusker mit Griechenland, besonders mit Athen, wo ein Großteil der Gefäße hergestellt wurde. Sehr bekannt ist ein schwarzfiguriger Krater, der sowohl vom Töpfer Ergotimos als auch vom Maler Kleitias signiert ist. Er wird Françoisvase genannt, nach dem Archäologen Alessandro François, der ihn 1855 in einem etruskischen Grab fand.

## Ägyptisches Museum

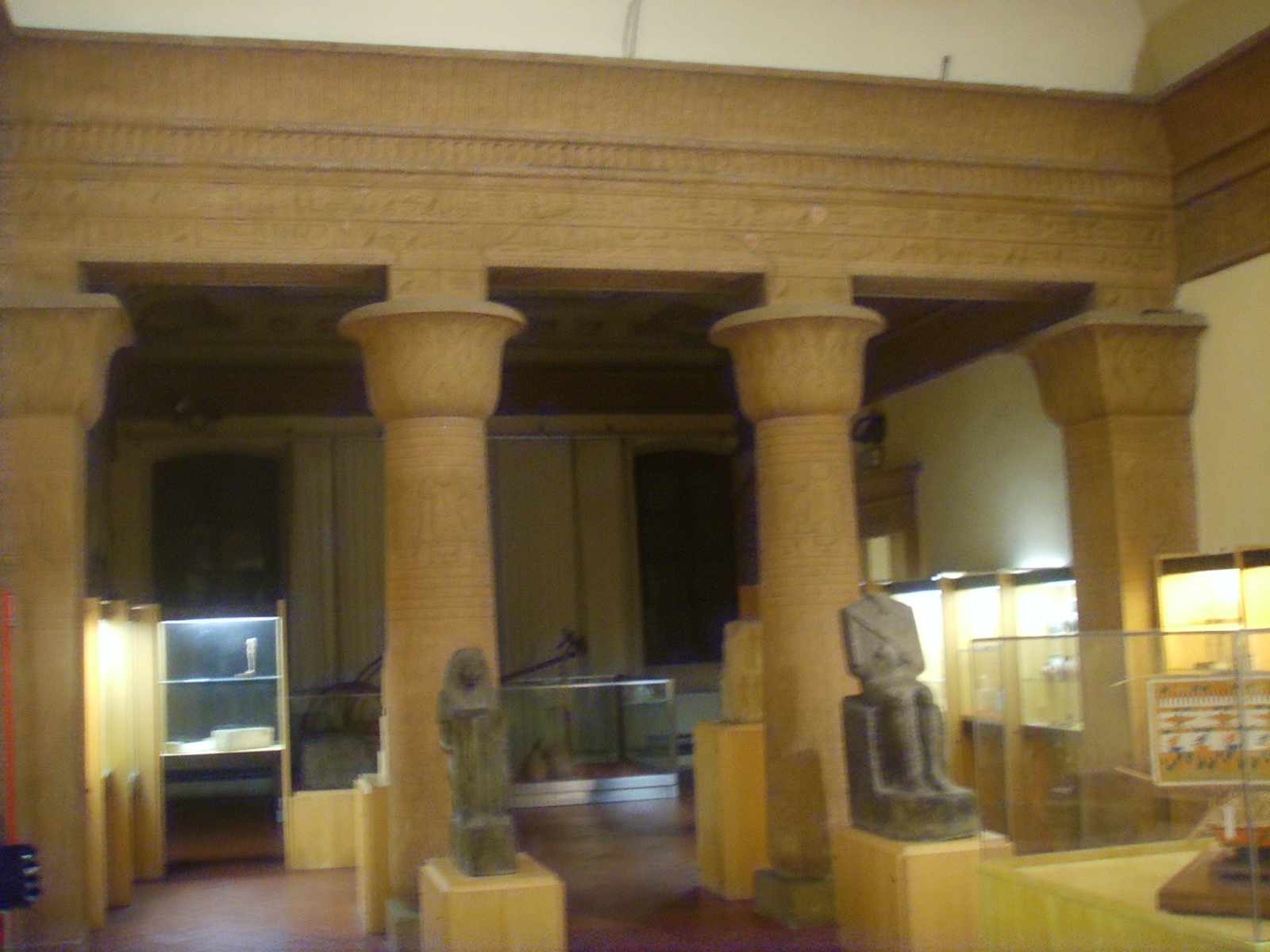
Saal in der Ägyptischen Sammlung

Die Ägyptische Sammlung ist als das Ägyptische Museum bekannt. Sie ist die zweitgrößte Sammlung Ägyptischer Artefakte in Italien nach dem Museo Egizio in Turin.

### Gründung
Die erste Sammlung ägyptischer Antiquitäten in Florenz war die auf das 18. Jahrhundert datierte Kollektion der Medici. Im neunzehnten Jahrhundert begann Leopold II. mit dem Erwerb von Artefakten, die jetzt im Ägyptischen Museum beheimatet sind. Zusammen mit Karl X. (Frankreich) finanzierte er eine wissenschaftliche Expedition nach Ägypten von 1828 bis 1829. Die Expedition wurde von Jean-François Champollion geleitet, der 1822 die Hieroglyphen entziffert hat. Ippolito Rosellini, ein Freund und Student von Champollion, vertrat die italienischen Interessen bei dieser Expedition. Er wurde so zum Vater der italienischen Ägyptologie. Während dieser Expedition wurden viele Artefakte gesammelt, sowohl durch archäologische Ausgrabungen als auch durch Kauf von einheimischen Händlern. Auf der Rückreise wurden sie gleichmäßig aufgeteilt zwischen dem Louvre in Paris und dem neuen Ägyptischen Museum in Florenz.

### Entwicklung
Das Museum wurde offiziell 1855 eröffnet. Der erste Direktor war der Piemontese Ernesto Schiaparelli. Er wurde später Direktor des größeren Ägyptischen Museums in Turin. Bis 1880 hatte er die Sammlung katalogisiert und organisierte den Transport der Antiquitäten zum florentiner Archäologischen Museum. Unter Schiaparelli wurde die Sammlung um weitere Ausgrabungen und Aufkäufe aus Ägypten erweitert. Jedoch wurden viele jener Artefakte später nach Turin übergeben.
Die florentiner Sammlung wuchs auch in der Zeit nach ihm weiter an, da Beiträge von Privatpersonen und Wissenschaftlichen Institutionen geleistet wurden. Insbesondere das Papyrologische Institut Florenz lieferte Artefakte seiner Expedition nach Ägypten von 1934 und 1939. Diese bilden nun eine der grundlegenden Sammlungen Koptischer Kunst und Dokumente in der Welt.

### Das Ägyptische Museum heute
Das Museum hat nun einen permanenten Stab einschließlich zweier professioneller Ägyptologen. Es beherbergt mehr als 14.000 Artefakte, verteilt auf neun Galerien und zwei Depots. Die ausgestellten Artefakte wurden grundlegend restauriert. Das alte Klassifikationssystem von Schiaparelli wurde durch ein neues, chronologisches und teilweise topographisches System ersetzt.
Die Kollektion bietet Material, das von der prähistorischen Ära bis in das Koptische Zeitalter reicht. Es gibt eine bemerkenswerte Sammlung von Stelen, Mumien, Uschebti, Amuletten und Bronzestatuetten von verschiedenen Zeitaltern. Es gibt Statuen aus der Regierungszeit des Amenophis III., einen Streitwagen aus der frühen achtzehnten Dynastie, einen Pfeiler aus dem Grab des Sethos I., Papyri des Neuen Testaments ({\displaystyle {\mathfrak {P}}}2, {\displaystyle {\mathfrak {P}}}65) und viele weitere Artefakte aus diversen Zeitperioden.

## Bilder

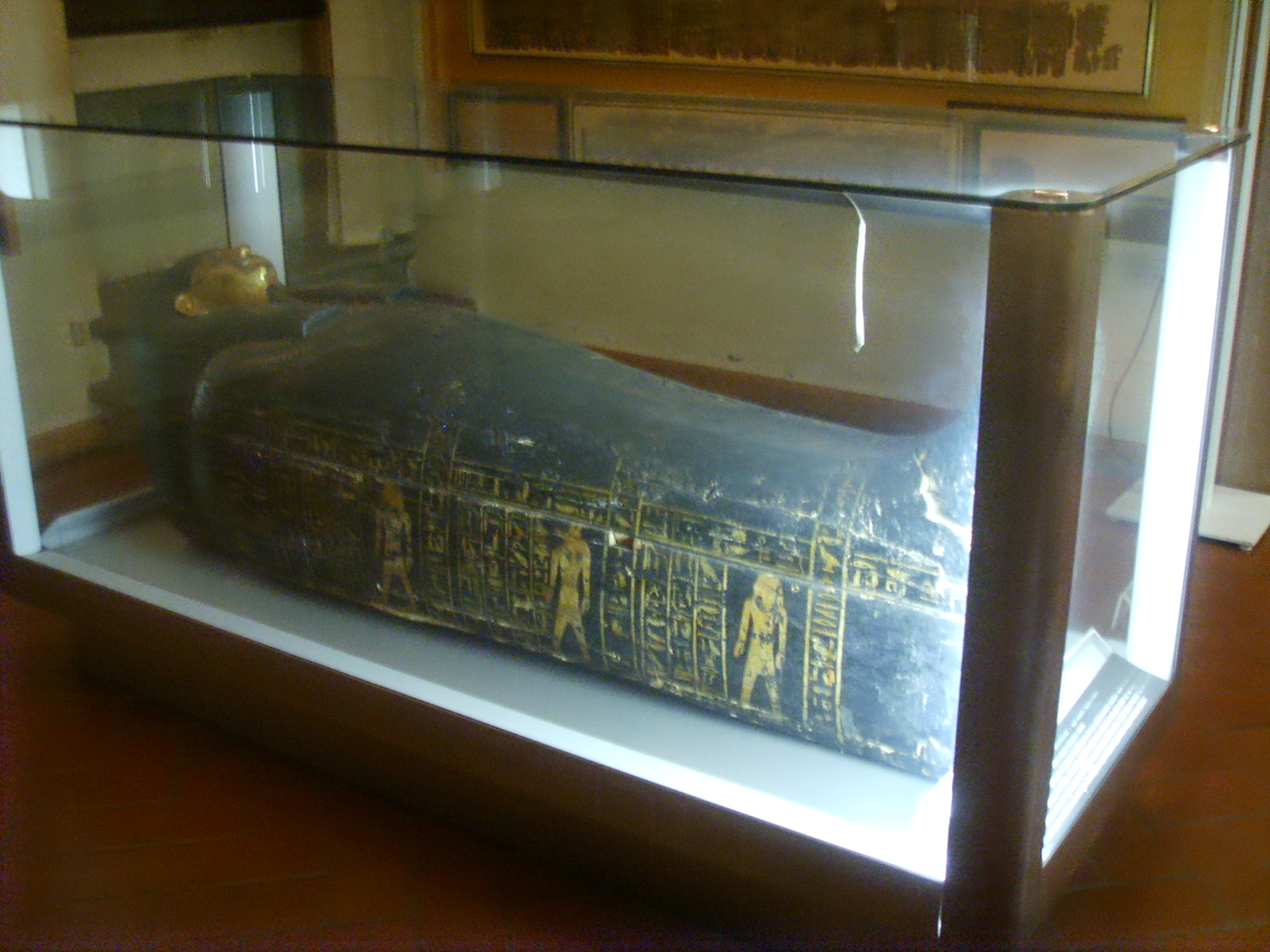
Anthropoider Sarg
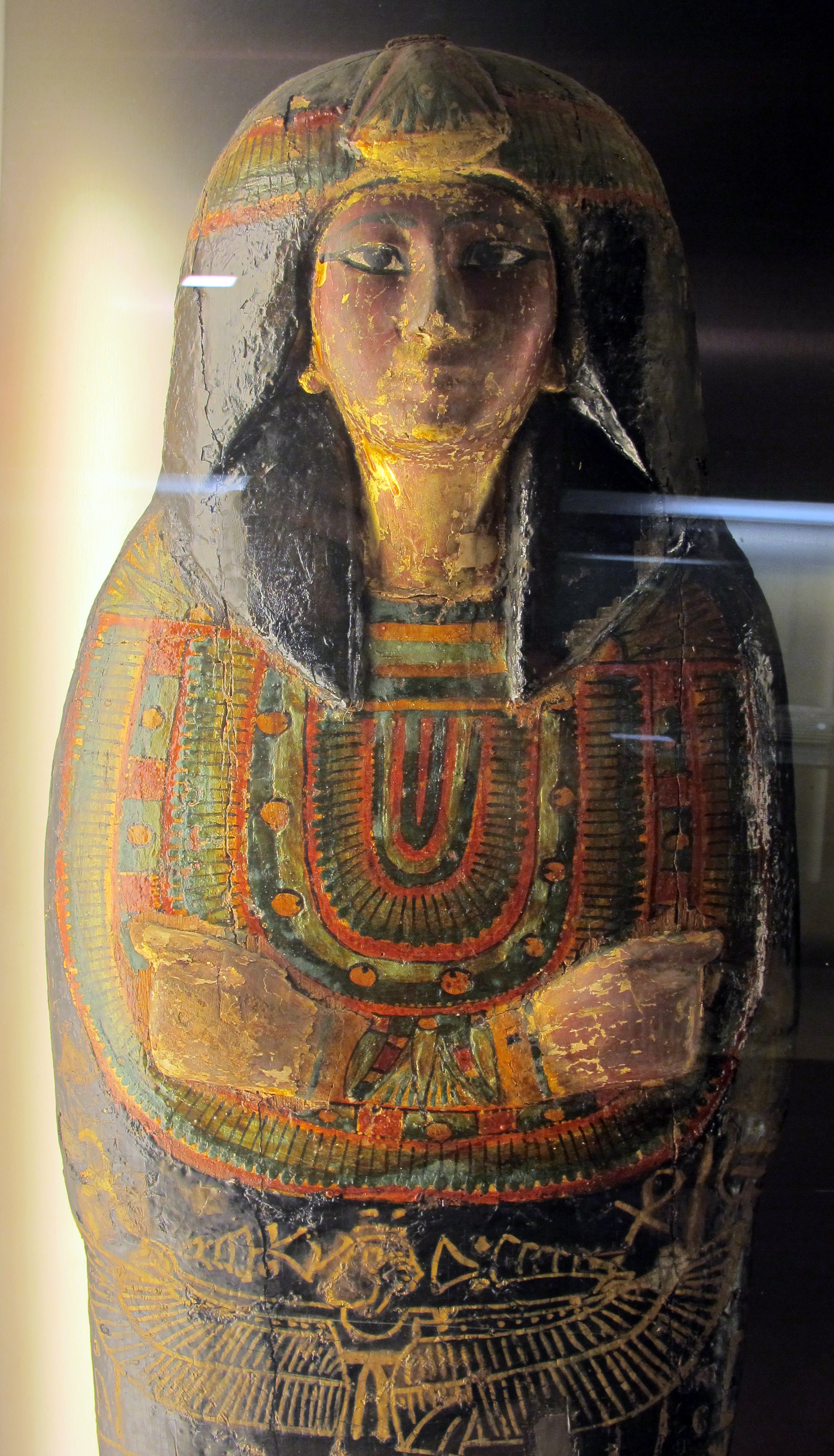
Sarg einer Frau
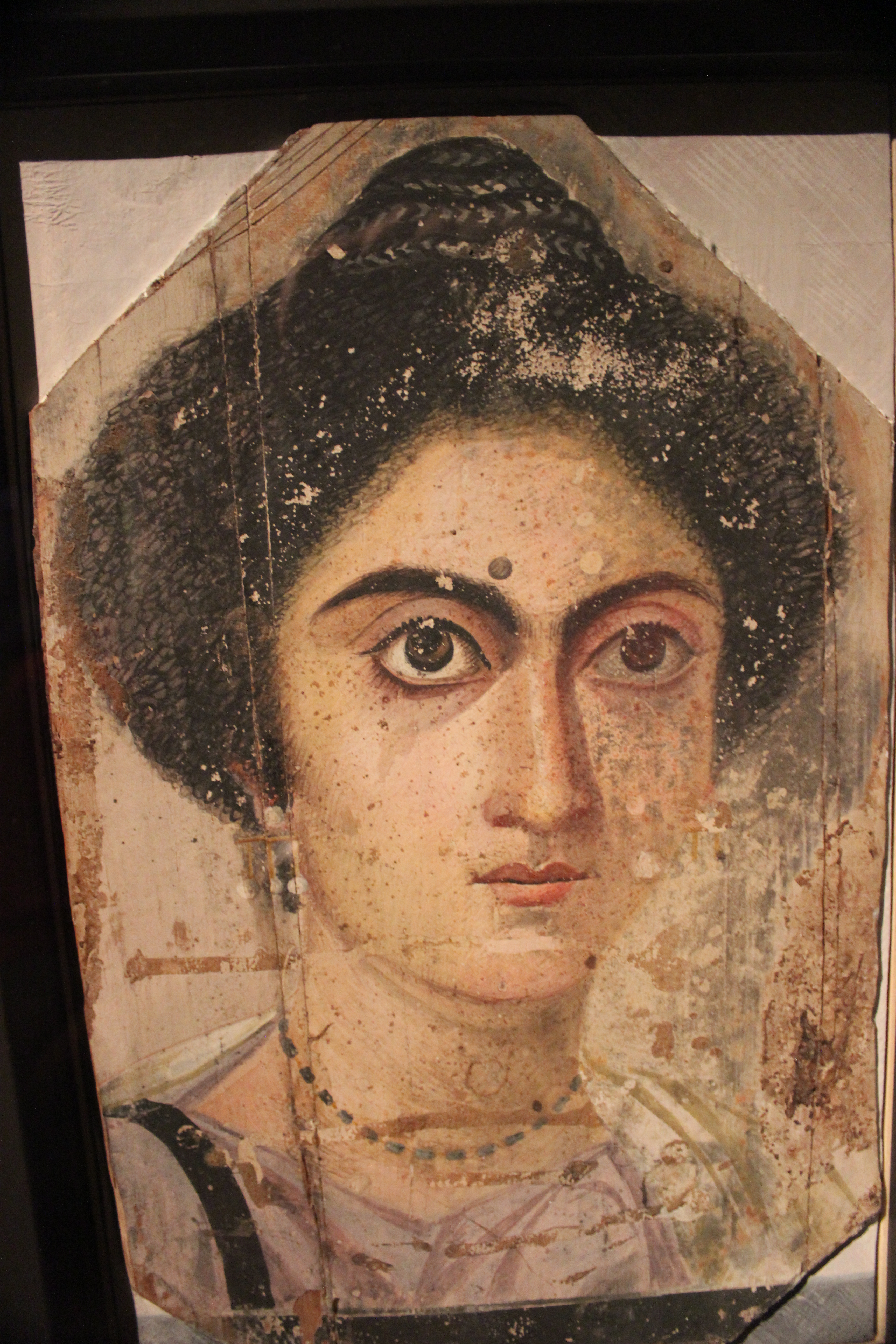
Mumienportrait aus Al Fayyum
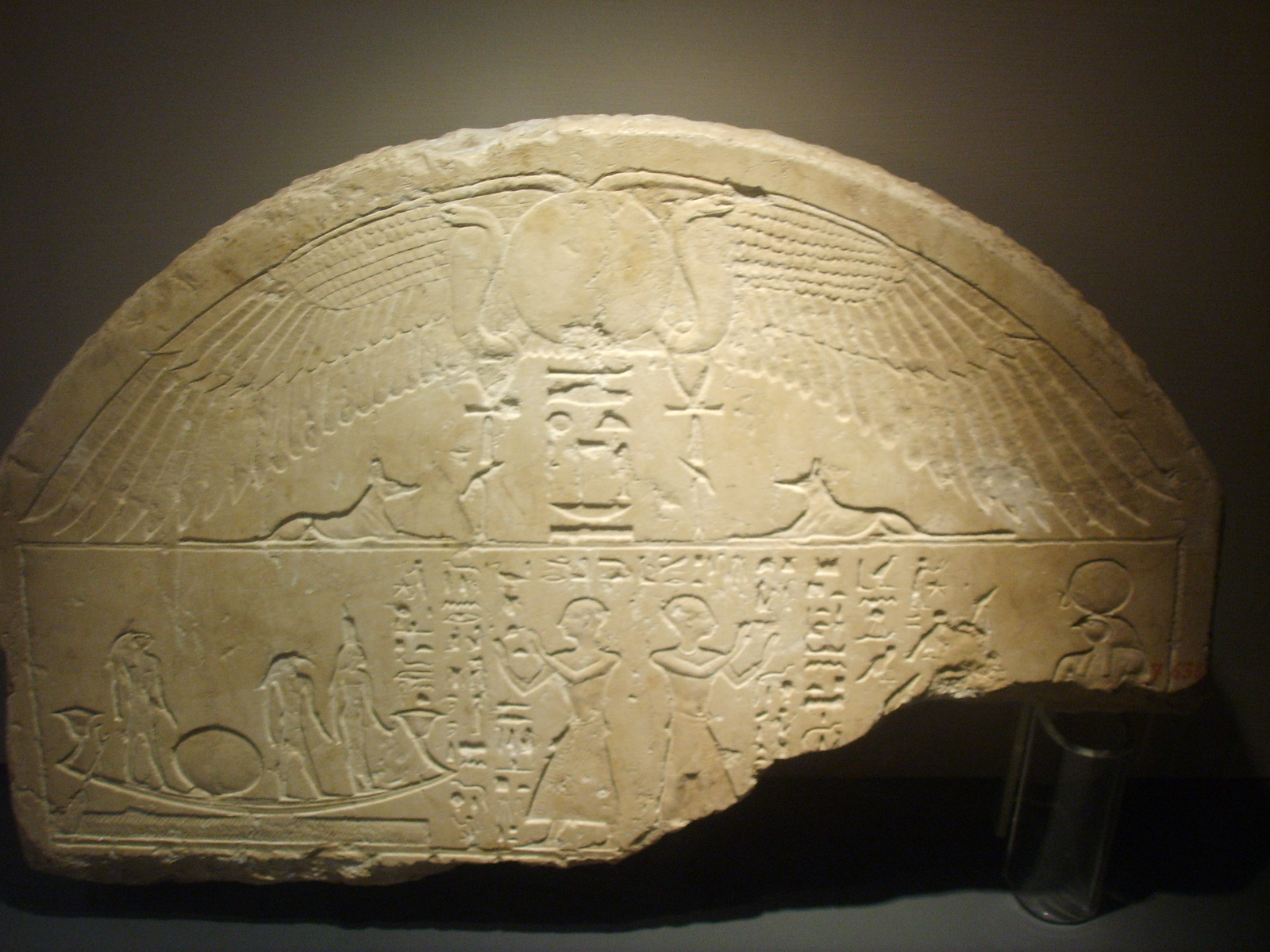
Ptolemäische Stele